# Осочи
Осочи (на английски: Osochee) е северноамериканско индианско племе, което през 18 век е част от Крикската конфедерация. Историята и произходът на племето са твърде неясни. Предполага се, че преди да станат част от криките, племето живее във Флорида. Възможно е това да са Узачиле (Осачиле, Виачиле), споменати от Ернандо де Сото, когато преминава през провинция Тимукоа на път за апалачикола. Ако това е вярно, то осочи са част от племето тимукоа. Испанските документи от онова време не дават никаква информация за тях.
В началото на 18 век, осочи може би живеят близо до сливането на реките Апалачикола и Флинт, където на една карта се появява град под името Апалачи О Сачиле. По-късно жителите и градът се преместват нагоре по река Флинт, а оттам на река Чатахучи, близо до града на чиаха.
През 1832 г., малко преди изгонването на криките на запад, се споменават две техни селища на Чатахучи под името Осуичи. Жителите на тези градове са екстрадирани в Оклахома, заедно с останалата част от долните крики. В Оклахома те поддържат отделна идентичност за известно време, след което се смесват с другите групи крики.